# 双线鲅
双线鲅（学名：Grammatorcynus bilineatus），又名大眼雙線鮁，为鲭科线鲅属的鱼类。分布于印度洋红海至太平洋中部各岛屿、马绍尔群岛及夏威夷、南至澳大利亚、北至菲律宾和日本南部以及南海诸岛等，多生活于礁盘外海区。